# Sylvie M. Jema
Sylvie M. Jema, née le 10 octobre 1956, est le pseudonyme d'une femme de lettres française, auteure de roman policier.

## Biographie
Sylvie M. Jema est médecin spécialiste en gynécologie obstétrique. 
En 2003, elle publie son premier roman, Brandoni's blues. La même année, elle est lauréate avec Les Sarments d'Hippocrate du prix du Quai des Orfèvres 2004.

## Œuvre

### Romans
- Brandoni's blues, La Cerisaie, coll. « Polardises » (2003)  (ISBN 2-914908-11-3)
- Les Sarments d'Hippocrate, Éditions Fayard (2003)  (ISBN 2-213-61574-8), réédition France Loisirs (2004)  (ISBN 2-7441-7225-1)
- Pouzzolane et Fleur de thé, Éditions Fayard (2008)  (ISBN 978-2-213-63565-1)
- Mauvaises Nouvelles de la plage, Les Editions du Net (2014)  (ISBN 978-2-312-02161-4)

## Prix et distinctions

### Prix
- Prix du Quai des Orfèvres 2004 pour Les Sarments d'Hippocrate[1]